# Narodni park Fiordland
Narodni park Fiordland zavzema jugozahodni del Južnega otoka Nove Zelandije. Je daleč največji od 13 narodnih parkov na Novi Zelandiji, s površino 12.607 kvadratnih kilometrov in je večji del svetovne dediščine Te Wahipounamu. Park upravlja Ministrstvo za varstvo narave.
10.000 kvadratnih kilometrov Fiordlanda je bilo leta 1904 določenih kot narodni rezervat, po predlogih takratnega bodočega premierja Thomasa Mackenzieja in komisarja kronskih dežel Južne dežele Johna Haya, da bi bilo treba regijo razglasiti za nacionalni park.
Območje je že postalo destinacija za popotnike, potem ko sta novozelandska raziskovalca Quintin McKinnon in Donald Sutherland leta 1889 odprla pohodno pot Milford Track od jezera Te Anau do Milford Sounda, ki je dobila veliko pozornosti zaradi članka iz leta 1908 v London Spectator ga je opisal kot »najboljši pohod na svetu«.
Javni rezervat Fiordland je bil ustanovljen kot park, ki ga upravlja Ministrstvo za zemljišča in geodezijo - v praksi podoben narodnemu parku. Edina dva uradno imenovana narodna parka na Novi Zelandiji v tistem času, Narodni park Tongariro in Narodni park Egmont, so upravljali upravni odbori parkov. Konsolidacija upravljanja teh parkov je pripeljala do Zakona o narodnih parkih iz leta 1952, ki je prinesel narodni park Fiordland, s čimer je uradno postal tretji narodni park na Novi Zelandiji.
Edina glavna cesta v park, državna avtocesta 94 (SH 94), je leta 1935 dosegla območje predora Homer, a šele z dokončanjem predora leta 1953 je bil Milford Sound dostopen po cesti - do danes edini fjord v narodnem parku s cestnim dostopom.
Fiordland je postal prizorišče ene najpomembnejših novozelandskih razprav o ohranjanju, ko je bilo v šestdesetih letih 20. stoletja predlagano dvig gladine jezera Manapouri za pomoč pri proizvodnji hidroelektrične energije v West Armu. Posledična bitka je privedla do tega, da se je vlada na koncu uklonila peticijam in v 1970-ih sprejela zakon, ki je jezeru dal zakonsko zaščito.
Leta 1986 je bil narodni park Fiordland posamično priznan kot območje svetovne dediščine, leta 1990 pa skupaj s tremi drugimi nacionalnimi parki na severu kot del območja svetovne dediščine Te Wahipounamu.
Zavarovano območje parka vključuje vse otoke vzdolž obale, pa tudi oddaljene otoke Solander. Čeprav je meja parka proti morju na meji povprečne visoke vode, skupno deset sosednjih morskih rezervatov varuje velika vodna območja v več fjordih. Najnovejša širitev narodnega parka Fiordland je bila leta 1999 dodatek 482 kvadratnih kilometrov gozda Waitutu. Možni prihodnji dodatki so Big Bay, deli pogorja Livingston / Eglinton in povodje Dean/Rowallan.

## Geografske lastnosti
V hladnejši preteklosti so ledeniki izdolbli veliko globokih fjordov, od katerih je najbolj znan (in najbolj obiskan) Milford Sound / Piopiotahi. Drugi pomembni fjordi vključujejo Doubtful Sound / Patea in Tamatea / Dusky Sound. Umik ledenikov po ledeni dobi je za seboj pustil doline v obliki črke U s strmimi pečinami, zato je obala Fiordlanda strma in nazobčana, nekateri od 15 fjordov pa segajo do 40 kilometrov v notranjost.
Južne verige Južnih Alp / Kā Tiritiri o te Moana pokrivajo večino narodnega parka Fiordland in skupaj z globokimi dolinami, izklesanimi v ledenike, predstavljajo zelo nedostopno pokrajino. Na severnem koncu parka je v gorovju Darran več vrhov, ki se dvigajo na več kot 2500 metrov, s pogledom na Mount Aspiring / Tititea na severu v sosednjem narodnem parku Mount Aspiring. Južneje segajo gore Franklin, Stuart Mountains in Murchison Mountains okoli 2000 metrov, vrhovi pa se zmanjšujejo od severa proti jugu. Gore Kepler, Dingwall, Kaherekoau, Princess in Cameron južneje segajo le 1500–1700 metrov.
Zaradi rezanja ledenikov je uspelo odrezati otoke od celine, pri čemer sta ostala dva velika nenaseljena otoka na morju, otok Secretary in otok Resolution, pa tudi veliko manjših. Čeprav teh ledenikov že dolgo ni več, je ostalo nekaj majhnih ledenikov in trajnih snežnih polj, pri čemer je najjužnejši ledenik pod vrhom Caroline Peak.
Več velikih jezer leži v celoti ali delno znotraj meja parka, zlasti jezero Te Anau in jezero Manapouri, obe na zahodni meji narodnega parka, pa tudi južna jezera, jezero Monowai, jezero Hauroko in jezero Poteriteri. Vsa ta jezera imajo topografijo, značilno za doline, izklesane z ledeniki, zlasti jezeri Te Anau in jezero Manapouri, ki imata več rokavov, podobnih fjordom na zahodni obali parka.
Slapovi Sutherland, jugozahodno od Milford Sounda na progi Milford, so med najvišjimi slapovi na svetu. Drugi visoki slapovi v parku so slapovi Browne, slapovi Humboldt, slapovi Lady Alice in slapovi Bowen ter nešteto začasnih slapov v fjordih, ki oživijo po padavinah.
Prevladujoči zahodni vetrovi pihajo vlažen zrak iz Tasmanovega morja na gore; ohlajanje tega zraka, ko se dvigne, povzroči izjemno količino padavin, ki v mnogih delih parka presežejo sedem metrov. To podpira bujne zmerne deževne gozdove ekoregije zmernih gozdov Fiordland.

## Vegetacija in divje živali
Narodni park Fiordland vsebuje večino največjega območja nespremenjene vegetacije na Novi Zelandiji. Goste gozdove, ki se pogosto držijo strmih dolinskih pobočij, sestavljajo predvsem srebrna bukev in gorska bukev (Nothofagus), pa tudi Podocarpaceae. Veliko različnih grmovnic in praprotnic, med katerimi pogosto prevladuje kronska praprot (Lomaria discolor), sestavljajo bogato podrast rastlin, gozdna tla pa so prekrita z mahovi in jetrnicami. Obilno vegetacijo podpira veliko padavin, vendar jo še naprej škodujejo vnesene vrste, kot sta navadni jelen in oposum Trichosurus vulpecula.
Park je tudi pomembno zatočišče za številne ogrožene avtohtone živali, od delfinov in netopirjev do plazilcev, žuželk in ptic. Med pticami je več ogroženih vrst, endemičnih za Novo Zelandijo, kot so takahe, mōhua (ali rumenoglavi) (Mohoua ochrocephala) in kritično ogroženi kakapo, edina neleteča papiga na svetu. V parku skoraj izključno najdemo tudi ranljivega fiordskega pingvina (Eudyptes pachyrhynchus) in južnega rjavega kivija (Apteryx australis).
Posebno naravo območja Fiordland za ohranitev je v poznih 1890-ih prepoznal Richard Henry, ki je bil pionir pri prenosu ogroženih vrst, kot sta kakapo in kivi, na otoke v Dusky Soundu. Delo na ohranjanju in upravljanju ogroženih vrst se nadaljuje prek številnih programov Ministrstva za ohranjanje. Program za obnovo takahē zagotavlja preživetje zadnje divje populacije takahē. Za to edinstveno ptico, največjo živečo članico družine tračnic, so nekoč mislili, da je izumrla. Po ponovnem odkritju takahē v gorovju Murchison leta 1948 je bilo v narodnem parku Fiordland namenjeno posebno območje v velikosti 500 kvadratnih kilometrov za njegovo ohranitev, populacija pa je leta 2016 dosegla mejnik 300 ptic. Čeprav narodni park obsega 15 % novozelandskega ohranjenega ozemlja, prejme manj kot 1 % proračuna Ministrstva za varstvo narave za zatiranje škodljivcev.
Več obalnih otokov, ki pripadajo narodnemu parku Fiordland, so posvečena zatočišča za ogrožene avtohtone vrste:
- Anchor Island - kākāpō, mali pikčasti kivi, tīeke (sedlasti), mōhua
- Otok Bauza - tīeke
- Otok Breaksea - tīeke, mōhua, grčasti mokar (Hadramphus), Fiordlandski skink (Oligosoma acrinasum)
- Otok Chalky – skink Te Kakahu, tīeke, mōhua, kākāpō, mali pikčasti kivi, oranžnočeli kakariki
- Coal Island - tokoeka (Haast rjavi kivi), mōhua
- Indijski otok
- Prehodni otoki
- Otok Resolution - novozelandski škrab (Xenicus gilviventris), mōhua, tīeke, grčasti mokar
- Otok Secretary - Fiordlandski pingvin, kivi/tokoeka, skalni škrab, kōkako, takahē, mōhua, endemične vrste omele
- Mōhua in tokoeka (Haast rjavi kivi) sta bila izpuščena tudi na otoku Pomona v jezeru Te Anau,[17] v dolini Eglinton pa so znatne populacije dolgorepih netopirjev (Chalinolobus tuberculatus).

Poleg teh svetišč so v fjordih narodnega parka tudi trije precejšnji otoki brez oposumov: Cooper Island in Long Island v Dusky Sound / Tamatea ter Great Island v Taiari / Chalky Inlet. Vendar pa te otoke še vedno zasedajo velíka podlásica, podgane ali miši, kar ogroža njihovo primernost kot zatočišča za ptice.

## Javni dostop
Glavni cestni dostop do narodnega parka Fiordland je omejen na Milford Road (SH 94), ki poteka severno od Te Anaua, ob robu parka pred vstopom v park, ko se cesta pridruži dolini reke Eglinton severno od Te Anau Downs. Od tam se cesta nadaljuje do severozahodnega vogala parka in doseže končno postajo Milford Sound / Piopiotahi, kjer je veliko parkirišče, pomol za turistične čolne in center za obiskovalce. Nezaprta stranska cesta v zgornji dolini Hollyford vodi do začetka pohodne poti Hollyford Track.
Nekaj drugih cest omogoča dostop do različnih vstopnih točk v narodni park:
- državna cesta 95 poteka blizu meje parka med Te Anau in Manapouri, z manjšimi stranskimi cestami do dveh vstopnih točk vzdolž Keplerjeve zanke,
- ozka vijugasta makadamska cesta poteka vzdolž doline Borland in Ponirek, ki omogoča dostop do treh stez za teptanje in do kampa ob južnem rokavu jezera Manapouri,
- kratka nezaprta dovozna cesta vodi do kampa ob jezeru Monowai in začetka dveh stez,
- druga nezaprta cesta teče navzgor po dolini Lill Burn in do pohodnih poti na območju južno od jezera Hauroko, vključno s potjo do jezera Poteriteri, največjega jezera na Novi Zelandiji brez cestnega dostopa.

Makadamska cesta, ki ni povezana s preostalim javnim cestnim omrežjem, povezuje Doubtful Sound z zahodnim robom jezera Manapouri prek prelaza Wilmot. To cesto uporabljajo samo avtobusi za oglede Doubtful Sound iz Manapourija, ki vključujejo prevoz z ladjo čez jezero Manapouri in avtobusni prevoz čez prelaz Wilmot do turističnih čolnov, ki čakajo na majhnem pomolu v Doubtful Soundu.
Storitve lahkih letal in helikopterjev so povezane z Milford Soundom, ki ima tudi majhno marino za čolne.
Deli narodnega parka Fiordland so določena območja divjine in pristajanje letal ni dovoljeno. Območja divjine podeljujejo posebno zaščito za velika območja divjih zemljišč, ki vsebujejo naravne značilnosti tako pomembnega pomena, da so ohranjena v svojem naravnem stanju, brez kakršnih koli struktur ali objektov, ki jih je ustvaril človek. Vstop je običajno omejen na pešce, običajno ni poti za tramping, v nekaterih primerih pa so potrebna posebna dovoljenja, na primer za več morskih otokov in posebno zaščiteno območje Takahē v gorovju Murchison.

## Dejavnosti
Narodni park Fiordland je najbolj priljubljen narodni park na Novi Zelandiji za mednarodne obiskovalce. Več kot pol milijona ljudi vsako leto obišče park, vendar je število obiskovalcev skoraj izključno skoncentrirano v severovzhodnem koridorju parka od Te Anaua do Milford Sounda.
Večino turistov privlačijo lahko dostopna območja narodnega parka, kot je Milford Sound, kjer sta najbolj priljubljeni izleti s čolnom po fjordu in vožnja s kajakom. Nekateri paketi izletov z ladjo vključujejo obisk Milford Discovery Center & Underwater Observatory. Ob cesti Milford Road iz Te Anaua so tudi kampi in več kratkih sprehajalnih poti, od katerih so nekatere dostopne celo z invalidskim vozičkom. Priljubljena postajališča ob cesti so Mirror Lakes, območje Homer Pass neposredno vzhodno od tunela in The Chasm.
Te Anau, ki je na obali jezera Te Anau, je najbližje mesto narodnemu parku in ponuja številne nastanitvene možnosti ter vse ugodnosti, ki se pričakujejo od majhnega mesta. Edino drugo naselje v bližini parka je veliko manjši Manapouri.
Doubtful Sound tudi ponuja izlete z ladjo. Ti enodnevni izleti odhajajo iz Manapourija in vključujejo povratni prevoz z ladjo čez jezero Manapouri in avtobusni prevoz čez prelaz Wilmot, da pridete do Doubtful Sound. Iz mesta Te Anau so na voljo izleti s čolnom po jezeru do jam Te Ana-au.
Narodni park Fiordland je tudi priljubljena destinacija za alpiniste in zlasti za pohodnike, z večdnevnimi potmi Milford, Kepler in Hollyford ter polovico poti Routeburn v parku. V slednje tri je mogoče vstopiti in izstopiti kot dnevni sprehod, medtem ko je dostop do obeh koncev poti Milford Track samo s čolnom in je reguliran ter ga je treba predhodno rezervirati, zlasti v poletni sezoni.
Poleg teh glavnih poti za pohodništvo, ki ponujajo tudi vodene pohode, ministrstvo za varstvo narave vzdržuje na desetine manj znanih poti, od poti, ki zahtevajo srednje znanje, kot sta pot Hump Ridge in pot Lake Marian, do naprednih večdnevnih pohodov kot je Dusky Track in več poti, ki bi jih morali preizkusiti samo izkušeni pohodniki. Fiordland je zahtevna destinacija za pohodništvo in glede na velikost narodnega parka je malo poti. Potovanje izven poti, ki ga izvajajo izkušeni pohodniki, je pogosto odvisno od sledi jelenov. Insekti, poplave in slabo vreme so nevarni in obtičati dan ali dva zaradi poplavljenih rečnih prehodov ni nič nenavadnega na progah, kot je Dusky Track. Popotniki na teh oddaljenih poteh se soočajo tudi s trižičnimi mostovi, padlimi drevesi in neravnim terenom, kjer lahko blato seže do kolen.
Milford Sound / Piopiotahi, Te Houhou / George Sound, Doubtful Sound / Patea in Dusky Sound / Tamatea so edini fjordi, dostopni po poteh. V notranjosti imata južni jezeri jezera Monowai in jezera Hauroko cestni dostop do kampov in poti, do jezera Poteriteri pa je mogoče priti po pešpoti.
Strmi granitni vrhovi gorovja Darren so priljubljeno območje za alpiniste.[30] Park je tudi znana destinacija za muharjenje šarenke in potočne postrvi.

## V popularni kulturi
V parku so posneli dele filma Alien: Covenant iz leta 2017.

## Lov s helikopterjem
Navadni jeleni so bili na Novo Zelandijo prineseni v 1850-ih in so nato kolonizirali območje parka Fiordland. Do 1920-ih so velike črede divjih jelenov v zaledju Nove Zelandije, ki so tekmovale z ovcami in govedom za krmo, povzročile pritisk kmetijske skupnosti na vlado Nove Zelandije, zato je oddelek za notranje zadeve zaposlil odstrelce jelenov, da so brez razlikovanja streljali jelene v prizadevanja za zmanjšanje prebivalstva. Stroški so bili povrnjeni s prodajo jelenovih kož.
V zgodnjih 1960-ih je bil ustanovljen mednarodni trg za divjačino in brez omejitev pri lovu so se tržni lovci ustalili v razgibanem parku in uporabljali tovorne konje, vodne čolne in letala s fiksnimi krili, da so trupla spravili na trg. Poskusi streljanja divjih jelenov iz helikopterjev so bili zelo uspešni in na tej tehniki je temeljila konkurenčna industrija. Do poznih 1970-ih se je populacija jelenov v Fiordlandu močno zmanjšala, kar je v kombinaciji s cvetočo industrijo gojenja jelenov zmanjšalo vpliv lova iz zraka nad nacionalnim parkom.
Lov na trg s helikopterji se danes nadaljuje v zmanjšani meri, največji trg pa je Nemčija. Oddelek za varstvo narave kljub nasprotovanju javnosti uporablja helikopterje za zastrupljanje populacije oposumov z oddajanjem strupa iz zraka 1080.